# Malthusianische Lohntheorie
Die Malthusianische Lohntheorie ist ein theoretisches Postulat des britischen Politökonomen Thomas Robert Malthus, das in dessen Bevölkerungstheorie (vgl. Malthusianische Katastrophe) eingebunden ist.
Malthus erklärte das im 18. Jahrhundert zunächst in Großbritannien und später in Frankreich (vgl. Physiokraten) aufgekommene Theorem des Subsistenzlohns, das zunächst eher als Imperativ unternehmerischen Handelns konzipiert war (Arbeiter sollten keinen Geldlohn erhalten, der mehr leistete, als sie vor dem Verhungern zu bewahren), zu einem „Naturgesetz“: Löhne könnten objektiv allenfalls die einfache Selbsterhaltung – verstanden als und beschränkt auf zureichende Ernährung – der Arbeiter sichern. Der Reallohn werde in letzter Instanz durch die Wechselwirkung von Bevölkerungsbewegung (nach Malthus also durch strukturelle Übervölkerung) und absolut beschränktem Lohnfonds determiniert. Er habe die „natürliche“ Tendenz, das Wachstum der „labouring classes“ auf ein Maß zur reduzieren, das die gegebene Populationsgröße halte und reproduziere; unter Umständen falle der Reallohn also auch unter ein Niveau, das die „überschüssige Population“ zum Hungern, ggf. auch zum Verhungern verurteile. Für Malthus war das nicht nur ein unhintergehbares Naturgesetz, sondern auch im höchsten Maße wünschenswert, staatliche Armenunterstützung (vgl. Poor Laws) kritisierte er daher harsch. Die arbeitende Bevölkerung wächst nach Malthus real relativ zum disponiblen Lohnfonds – und tendenziell schneller als dieser. Deshalb gibt es für Malthus auch grundsätzlich „kein Problem, wie die nötige Menge Lohnarbeiter zu beschaffen sei: Sie ist immer da.“ Da die Arbeiterklasse aufgrund des „gesetzmäßigen“ Subsistenzlohns nie über genügend Kaufkraft verfüge, um die produzierten Waren zu konsumieren, sich die Kapitalisten die Warenmassen aber auch nicht gegenseitig mit Profit verkaufen könnten, müsse eine müßige Klasse unproduktiver vermögender Konsumenten, die Malthus in aristokratischen Großgrundbesitzern, Pensionären, Rentiers usw. verkörpert sah, in die Bresche springen.
Diese „theory of eternal misery“ wurde mitunter als leicht durchschaubare Rechtfertigung – „Naturalisierung“ – von Hungerlöhnen kritisiert; Malthus’ ganzes System zeichne sich durch „plumpen Vulgarismus und kompromisslose Apologetik“ aus. Andere Kommentatoren verwiesen auf konzeptionelle Widersprüche: Werner Sombart hielt Malthus vor, „in unerträglicher Weise (...) die Begriffe ‚Gesetz‘ und ‚Tendenz‘ durcheinandergewirrt“ zu haben und nannte ihn einen „Erzkonfusionarius“.

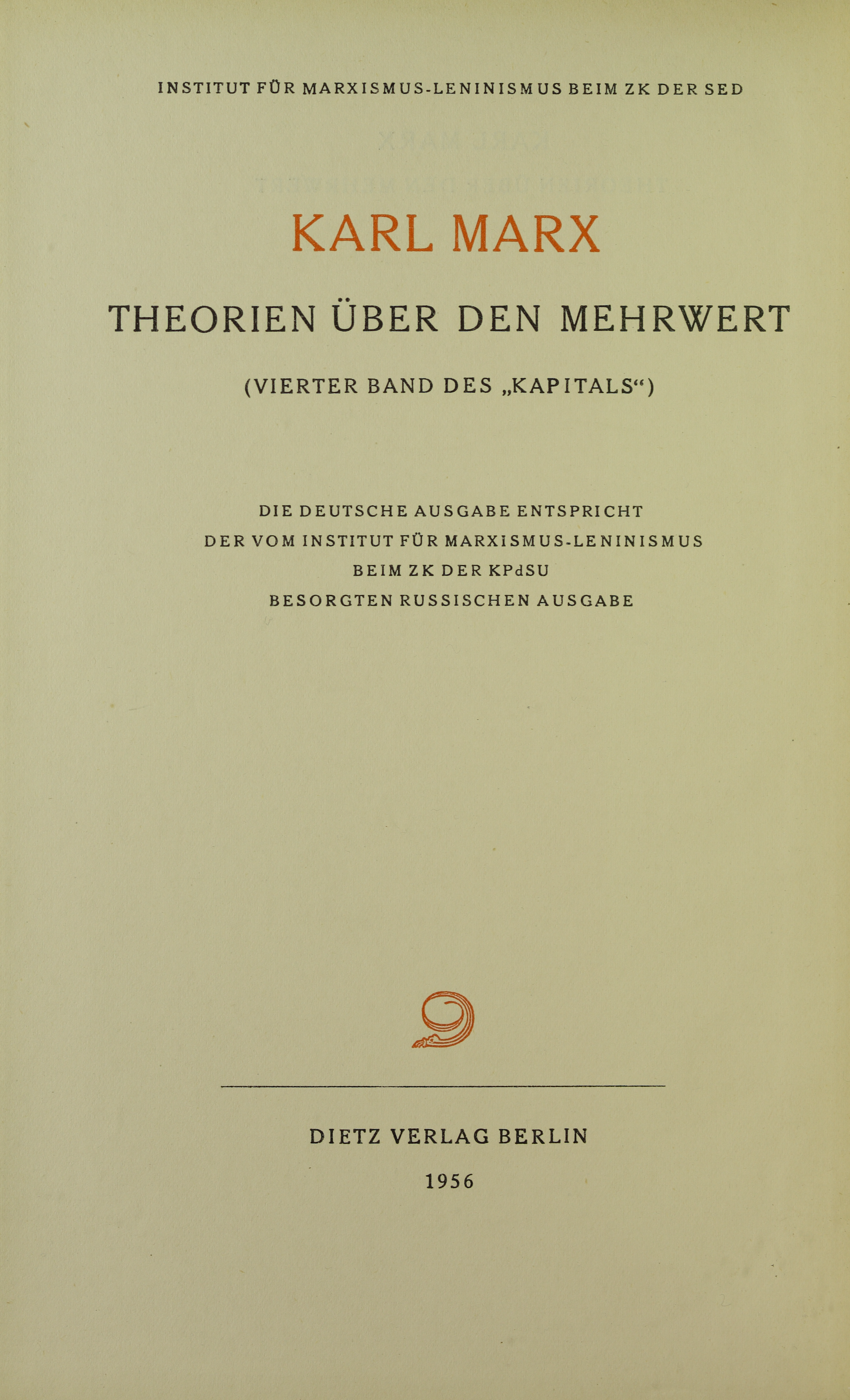
Karl Marx, Theorien über den Mehrwert, 1956

Gleichwohl ist Malthus’ Einfluss auf die weitere Entwicklung der Lohntheorie nennenswert, etwa mit Blick auf Ricardo. Mit Malthus’ Annahmen strukturell verwandt sind unter anderem die einschlägigen Auffassungen Lassalles (vgl. „ehernes Lohngesetz“), der allerdings von etwas anderen Prämissen ausging und zu abweichenden Schlussfolgerungen kam. Keynes bezog sich zwar nicht auf Malthus’ naturalistische Lohntheorie, fand aber wiederholt freundliche Worte für die auf derselben basierende Apologie des „parasitären Konsums“ und die damit einhergehende Anerkennung struktureller Schranken der Profitrealisierung. Marx hat sich unter anderem in den Grundrissen der Kritik der politischen Ökonomie relativ ausführlich und kritisch mit Malthus – allerdings hauptsächlich mit dessen Kapital-, Profit- und Wertbegriff – auseinandergesetzt; Malthus’ ökonomische Lehrsätze seien – so Marx – insgesamt „Schlüsse, die der Aristokratie gegen die Bourgeoisie und beiden gegen das Proletariat ‚angenehm‘ sind.“